# Object-Modeling Technique

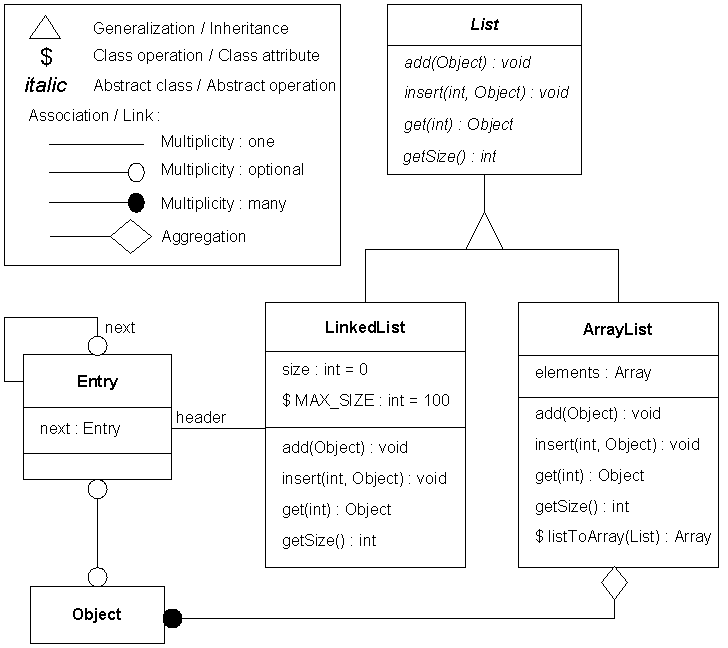
OMT-Objektdiagramm

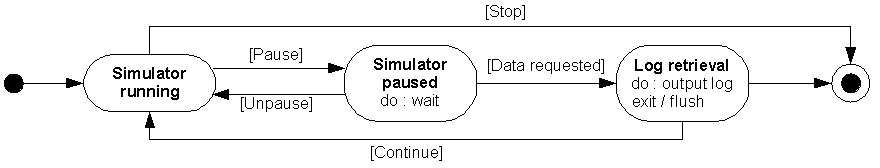
OMT-Zustandsdiagramm

Die Object-Modeling Technique (OMT, engl. für Objekt-Modellierungstechnik) ist eine Objekt-Modellierungssprache für die Modellierung und den Entwurf von Software.
Sie wurde ca. 1991 von James Rumbaugh, Mike Blaha, Bill Premerlani, Fred Eddy und Bill Lorensen entworfen, um die Entwicklung objektorientierter Systeme und allgemein die objektorientierte Programmierung zu unterstützen.
Aus heutiger Sicht hat die OMT in erster Linie historischen Wert als ein Vorläufer der mittlerweile weitgehend als Standard etablierten Unified Modeling Language.